# Steve (Minecraft)
Steve es un personaje ficticio de la franquicia de videojuegos Minecraft. Creado por el desarrollador de videojuegos sueco Markus «Notch» Persson e introducido en la versión inicial de Minecraft basada en Java que se lanzó públicamente el 17 de mayo de 2009, Steve es una de las nueve pieles de personajes de jugador predeterminadas disponibles para jugadores de versiones contemporáneas de Minecraft. Steve carece de una historia de fondo oficial de los desarrolladores de Minecraft, ya que pretende ser un avatar de jugador personalizable en lugar de ser un personaje predefinido. Su contraparte femenina, Alex, se introdujo por primera vez en agosto de 2014 para las versiones para PC de Minecraft. Dependiendo de la versión de Minecraft, los jugadores tienen la posibilidad de aparecer como Steve y Alex; y desde 2022 con Noor, Sunny, Ari, Zuri, Makena, Kai y Efe; al comenzar un nuevo juego.
Steve se convirtió en un personaje ampliamente reconocido en la industria de los videojuegos tras el éxito comercial y de crítica de la franquicia Minecraft. Considerado por algunos críticos como una mascota de la propiedad intelectual de Minecraft, su imagen ha aparecido ampliamente en publicidad y mercadería, incluyendo prendas de vestir y artículos coleccionables. El personaje también inspiró una serie de medios no oficiales y leyendas urbanas, en particular el creepypasta de Herobrine, que se compartió ampliamente en las comunidades de Internet como un meme durante la década de 2010.

## Concepto y diseño

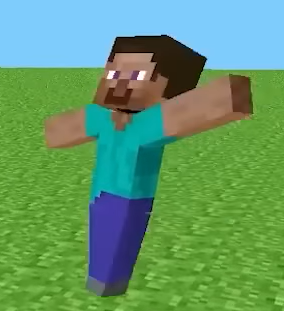
Imagen de Steve en una versión temprana de Minecraft.

Steve se presenta como un personaje humano con apariencia de bloques, lo cual es consistente con la estética y el estilo artístico de Minecraft. Su nombre se originó como una broma de Persson y fue confirmado como su nombre oficial en la Edición Bedrock de Minecraft. La cara con perilla de Steve consiste en una imagen de ocho por ocho píxeles. Lleva una camiseta azul claro, un par de pantalones azules y un par de zapatos casuales elegantes.
A pesar de su nombre y rasgos masculinos, Persson afirmó que nunca se tuvo la intención de fijar el género de Steve. En 2012, Persson explicó que Minecraft reforzó inadvertidamente una estética predeterminada para el juego que es «tradicionalmente masculina». Hizo hincapié en que Minecraft fue diseñado «para ser un juego sin un elemento de género» en un juego donde «el género no existe», y que el modelo de personaje «tenía la intención de representar a un ser humano» que no tenía género. Persson admitió que limitar la opción de género solo a hombres «es decirles a todos que este es un juego solo para niños», afirmó que una vez intentó crear un modelo de personaje femenino adecuado en Minecraft, pero dijo que «los resultados han sido extremadamente sexistas».
El 22 de agosto de 2014, se agregó a las versiones de Windows y Macintosh de Minecraft otra máscara predeterminada que es gratuita para todos los jugadores de Minecraft llamada Alex. El personaje se agregó a las versiones de consola y móvil de Minecraft en una fecha posterior. El modelo de personaje de Alex es similar al de Steve, pero con una apariencia más femenina: tiene el cabello rojo atado en una cola de caballo y brazos más estrechos. Al comentar sobre una reputación de Minecraft de una mejor representación de género en comparación con otros videojuegos en la industria a partir de la década de 2010, Helen Chiang, la jefa de estudio de Microsoft responsable de la franquicia de Minecraft, explicó en una entrevista de 2018 que es importante que su empresa aproveche el poder de la marca Minecraft para subvertir los estereotipos de género tradicionales. Al presentar a Alex y Steve con capacidades o cualidades físicas idénticas, Chiang dijo que esto refuerza la postura del estudio sobre la igualdad de género y su compromiso con sus ideales.

## Descripción

### Descripción general del personaje
Steve es una de las dos pieles de personajes predeterminadas que están disponibles para los nuevos jugadores de Minecraft. Una piel es la apariencia del avatar del jugador que representa al jugador en el mundo del juego, que puede ser cambiado, alterado o reemplazado por el jugador. Los jugadores tienen múltiples opciones para cambiar la apariencia visual de la piel de su personaje de jugador. Todas las unidades de zombis que se encuentran en Minecraft parecen llevar la misma ropa que Steve, aunque nunca se dio una explicación oficial.
Antes de la presentación de Alex, Steve y hasta ocho variantes de Steve, ninguna de ellas femenina, eran los únicos personajes que los jugadores podían seleccionar para sus avatares sin pagar por una mayor variedad de personajes o cambiar el código del juego a través de métodos complicados. Al igual que Steve, no se puede seleccionar manualmente en el juego y su uso se asigna aleatoriamente cada vez que los jugadores comienzan un nuevo juego.
Según la historia de fondo proporcionada en Lego Club Magazine, Steve y Alex tienen una relación romántica y ambos tienen intereses distintos además de su aptitud compartida para construir: Steve tiene una inclinación por la minería y la alquimia, mientras que Alex prefiere explorar y cazar.

### Una película de Minecraft
Steve apareció en la adaptación cinematográfica del juego, Una película de Minecraft (2025), en la que fue interpretado en imagen real por el actor estadounidense Jack Black. Originalmente, Black iba a interpretar a un cerdo parlante, antes de que el entonces director sintiera que se necesitaba un anfitrión para los otros personajes presentes en la película. También fue el actor que más tiempo invirtió en el juego. Durante la producción, el equipo creó servidores privados de Minecraft para que todos jugaran; Black jugó más de 100 horas en esos servidores, más que los demás, antes de haber ser elegido como Steve. Siguiendo la intención original de que Steve fuera un personaje predeterminado que cualquiera pueda modificar, la representación de Steve en la película es la propia interpretación de Jack Black de Steve.
En la película, Steve es un vendedor de pomos de puerta que entra en contacto con un objeto misterioso y es transportado al «Overworld», un mundo mágico hecho de bloques y el escenario principal de la película. A partir de ahí, se convierte en el líder de los demás personajes principales de la película. Además, Jack Black interpretó una canción original en la película basada en el personaje de Steve, titulada «I Feel Alive».

### Otras apariciones
Steve ha aparecido en medios de videojuegos fuera de Minecraft . Aparece como un personaje jugable exclusivo en la versión para PC de Super Meat Boy como "Mr. Minecraft". La cabeza de Steve aparece en Borderlands 2 como un cosmético desbloqueable. La cabeza de Steve también es desbloqueable para aquellos que lograron alcanzar el nivel 20 como Paladín en Hybrid.
Steve aparece como un personaje jugable en Super Smash Bros. Ultimate; sus trajes alternativos lo transforman en Alex, así como en los enemigos Zombie y Enderman de Minecraft.

## Recepción

### Impacto cultural
Los críticos señalaron que Steve ha logrado un nivel de impacto cultural y reconocimiento viral fuera del propósito original del personaje como línea de base o aspecto predeterminado para los nuevos jugadores de Minecraft. Como el rostro de la franquicia en materiales promocionales y publicitarios, algunos comentaristas consideran que Steve es el personaje más cercano que tiene Minecraft a un protagonista o personaje principal. Esto es a pesar del hecho de que su existencia no se afirma a través de una historia de fondo oficial o un diálogo en el juego a diferencia de la mayoría de los otros personajes de videojuegos. En 2016, el personal de Glixel clasificó a Steve como el cuarto personaje de videojuegos más icónico del siglo XXI. En una lista de 2021 publicada por GamesRadar que clasifica a 50 personajes icónicos de videojuegos, Rachel Weber consideró a Steve como el «símbolo perdurable» de Minecraft, y su modelo de personaje como una de las siluetas más reconocibles al instante en la cultura de los videojuegos.
Steve ha sido objeto de múltiples teorías de fans repartidas por las comunidades de Internet Una teoría alegaba que Steve está basado en Tommy Vercetti, el protagonista de Grand Theft Auto: Vice City, debido al supuesto parecido físico entre ambos personajes. Se basó en una publicación de Tumblr de 2009 de Persson que documentó su progreso trabajando en Minecraft, donde confirmó que usó diseños inspirados en los videojuegos de Grand Theft Auto como base para su trabajo. En 2020, Persson respondió públicamente en las redes sociales y negó cualquier conexión tangible entre ambos personajes.

### Herobrine
Herobrine es una leyenda urbana y creepypasta que se originó como un bulo propagado por una publicación anónima en el sitio web de imágenes en inglés 4chan. Un «fantasma» que acecha en los mundos de Minecraft para un solo jugador, se supone que el personaje se parece a un modelo de personaje estándar para Steve, excepto por un par de ojos blancos brillantes que carecen de pupilas. Las teorías que explican los supuestos orígenes del personaje van desde su supuesta identidad como el hermano supuestamente fallecido de Persson, hasta un «minero desafortunado» que persigue a los jugadores vivos con un deseo de venganza. El primer supuesto avistamiento de Herobrine fue del período de tiempo en que Minecraft todavía estaba en la fase alfa de desarrollo: un cartel anónimo de 4chan afirmó que vieron a un personaje que los miraba desde la densa niebla entre los árboles antes de desaparecer, y que recibieron un mensaje privado de un usuario llamado Herobrine, que simplemente decía «detente». Esto ocurrió después de que una publicación posterior que hicieron en la que preguntaban sobre el avistamiento supuestamente se eliminó sin explicación.
Después de la publicación anónima de 4chan, el engaño se convirtió en el tema de numerosos hilos en los foros de Internet de Minecraft, así como en los videos generados por los usuarios en YouTube que informan sobre supuestos avistamientos, a menudo anotados con texto rojo y música con un tema inquietante. Dos populares streamers de Minecraft, Copeland y Patimuss, fueron reconocidos por Lauren Morton de PC Gamer por sus contribuciones para popularizar la leyenda urbana en un meme viral. Por ejemplo, Copeland publicó algunas capturas de pantalla editadas de Minecraft que muestran una representación de Herobrine para obtener una reacción de sus espectadores y organizó un avistamiento falso para su flujo de vida usando una pintura retexturizada que se parece a Herobrine. La popularidad del creepypasta de Herobrine llevó a una ubicación en una encuesta de 2013 de los «50 mejores villanos de videojuegos de todos los tiempos» organizada por Guinness World Records, generó libros no oficiales como The Legend of Herobrine y la serie de novelas Gameknight999., y máscaras inspiradas hechas por fanáticos con el patrón de creepypasta. Como reconocimiento al meme de Herobrine, el personal de desarrollo de Mojang a menudo incluye la línea «Eliminado Herobrine» en las notas del parche publicadas para el juego hasta el 23 de junio de 2020, con el parche Java Edition 1.16, también conocido como «Nether Update». El interés de los fanáticos en el meme finalmente culminó a principios de 2021 con el descubrimiento de la semilla mundial que contiene la primera instancia del supuesto avistamiento de Herobrine.

### Super Smash Bros.
El anuncio y la introducción del contenido descargable temático de Minecraft para Super Smash Bros. Ultimate, que está representado principalmente por el personaje de Steve, recibió una respuesta muy entusiasta de críticos y jugadores. Algunos comentaristas sugirieron que gran parte de la emoción se debió a la inclusión sin precedentes del personaje en un popular juego de lucha, y que después de la revelación, el sitio web de redes sociales Twitter pudo haber tenido problemas con el volumen de publicaciones que se generaron en respuesta. Patricia Hernandez de Polygon y Nadia Fox de US Gamer señalaron además que una animación incómoda que aparece durante la pantalla de victoria del personaje al final del partido escandalizó a algunos espectadores, lo que tuvo el efecto de generar más publicidad en torno al inminente debut del personaje en Smash.
En su revisión del DLC de Steve para Ultimate, Mitchell Saltzman de IGN describió a Steve como uno de los luchadores más complejos que se hayan presentado en el juego en términos de mecánica de juego, y destacó las formas ingeniosas en que los desarrolladores incorporaron la recolección de recursos y la mecánica de creación de elementos. de Minecraft en su conjunto de movimientos. El personal de Kotaku estaba dividido sobre la iteración jugable de Steve en Smash. Ian Walker consideró a Steve como uno de los personajes más emocionantes para jugar en Ultimate después de observar un evento en el que uno de los jugadores mostró su ingenio con las capacidades de construcción de Steve. Ari Notis tuvo una opinión menos favorable y lo llamó el personaje más extraño que jamás haya interpretado. Notis describió en detalle las disonancias visuales y de juego que observó a partir de la implementación de Steve en Ultimate.

### Análisis
En una entrada sobre Steve de la publicación «100 Greatest Video Game Characters» de 2017, Chris Bailey explicó que lo poco que se sabe sobre Steve ayuda a aclarar cómo se perciben los avatares de videojuegos en relación con la identidad del jugador, porque el personaje encarna y conduce el espíritu de libertad. y la personalización inherente a los videojuegos sandbox. Explicó además que Steve ejemplifica la «centralidad» de los avatares identificables al brindar a los jugadores su propia agencia creativa en y alrededor de los videojuegos: mientras que otros juegos permiten un cierto nivel de personalización del avatar, Steve encarna esta posibilidad más que la mayoría con un proceso similar a un tipo de pixel art andamiado que permite el rediseño de toda la superficie del cuerpo más allá de cambiar un peinado o color de piel predefinido. Este proceso es particularmente visible a través de la proliferación de comunidades y foros en línea creados para compartir pieles adaptadas generadas por los usuarios.
Con respecto al concepto de que el género de Steve es neutral y no binario como afirma Persson, Bailey consideró que es «inicialmente difícil» explicar la inclusión de un avatar con un nombre «evidentemente de género». Sin embargo, observó que jugadores de Minecraft han adoptado el principio general de apertura del juego debido a su entusiasmo por comprometerse con la posibilidad de personalizar la apariencia de sus avatares. Esto se logra a través del proceso de superposición de una nueva piel sobre la forma original de Steve, que representa la entrada directa de un jugador sobre cómo quiere ser representado en el juego. De manera similar, H. Chad Lane dijo que el concepto de pieles en Minecraft, representado por Steve y Alex como línea de base, puede actuar como un reflejo de la identidad y autopercepción del jugador, independientemente de si es similar o contrastante con el la identidad del jugador en el mundo real.
Gabriel Menotti citó el engaño de Herobrine, que involucraba a un personaje que nunca fue una entidad real en el juego, como un ejemplo de cómo la grabación de partidas podría influir en el universo de Minecraft de una manera radical. Creía que la respuesta ambigua de Persson sobre si Herobrine alguna vez se integrará en Minecraft sugiere que siempre existe la posibilidad de que la imaginación del jugador se incorpore a una de las futuras actualizaciones del juego, lo que también es consistente con la lógica detrás del desarrollo abierto de Minecraft ' como su historial de actualizaciones frecuentes que a veces introducen novedades que cambian el juego. Los autores de Mixing and Re-Purposing Realities observaron que la popularidad del meme de Herobrine representa la aceptación de los esfuerzos creativos de la comunidad de Minecraft por parte de sus miembros con la transición del contenido espontáneo generado por el usuario al folclore de Minecraft. Su encuesta de los encuestados del estudio encontró que Herobrine es tratado como un personaje destructivo mitológico con algunos rasgos similares a los personajes de superhéroes.